# Gharli, Khanapur
Gharli là một làng thuộc tehsil Khanapur, huyện Belgaum, bang Karnataka, Ấn Độ.